# Esa Sariola
Esa Sariola, född 6 juli 1951 i Raumo, är en finländsk författare och psykolog.
Sariola var verksam vid Nickby sjukhus i Sibbo 1976–1979 och vid Hesperia sjukhus i Helsingfors från 1980. I sina romaner bygger han i hög grad på psykologiska insikter och erfarenheter, inte minst i gestaltningen av äktenskapsproblem. Manlighetens och kvinnlighetens gränser är ett övergripande tema för flera böcker. Till hans främsta romaner räknas Luota minuun (1994) och Miehelle kuuluu kaikki (2003). Han är även verksam som dramatiker och har skrivit manus till en rad tv-filmer.